# Hyperolius camerunensis
Hyperolius camerunensis es una especie de anfibios de la familia Hyperoliidae.
Es endémica de Camerún.
Su hábitat natural incluye montanos secos, ríos y zonas previamente boscosas ahora degradadas.